# 33963 Moranhidalgo
33963 Moranhidalgo è un asteroide della fascia principale. Scoperto nel 2000, presenta un'orbita caratterizzata da un semiasse maggiore pari a 2,2642197 au e da un'eccentricità di 0,1588757, inclinata di 7,92516° rispetto all'eclittica.